# Eugeniusz Konopacki

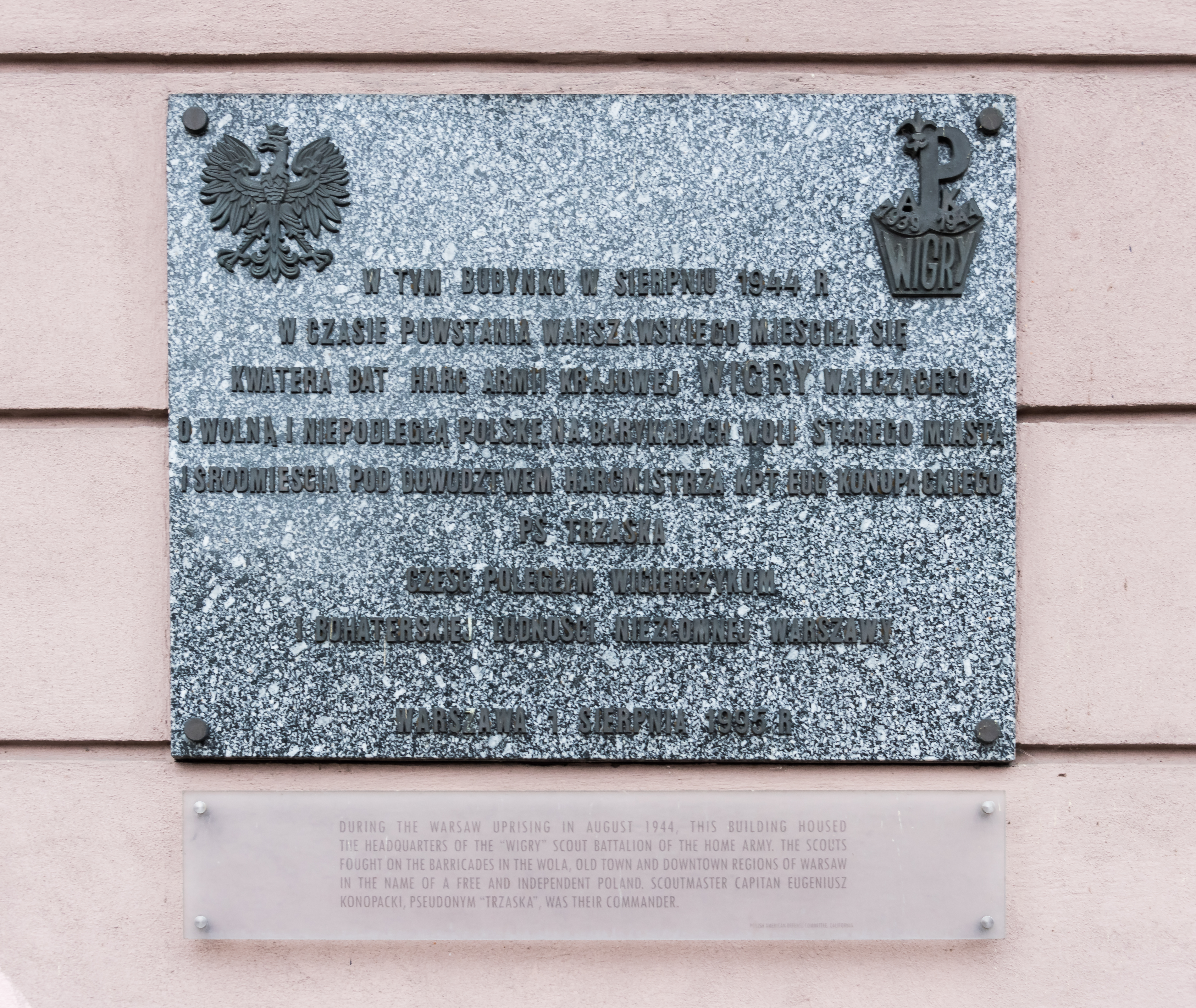
Tablica upamiętniająca Eugeniusza Konopackiego i batalion „Wigry” przy ul. Podwale 23 w Warszawie

Eugeniusz Konopacki ps. Trzaska, Gustaw (ur. 11 stycznia 1906 w majątku Werba, powiat włodzimierski, województwo wołyńskie, zm. 22 października 1954 w Warszawie) – artylerzysta, żołnierz Armii Krajowej, harcmistrz. Podczas okupacji, od 1943 komendant Szkoły Podchorążych Rezerwy Piechoty „Agricola”.
Prawnuk Szymona Konopackiego.

## Życiorys
Po ukończeniu szkoły średniej w Kowlu rozpoczął studia na Wydziale Rolnym Szkoły Głównej Gospodarstwa Wiejskiego, a następnie na Wydziale Prawa Uniwersytetu Warszawskiego, jednak ze względu na trudne warunki materialne studiów nie skończył i podjął pracę w Stowarzyszeniu Kupców Polskich.
W latach 1930–31 odbył przeszkolenie w Szkole Podchorążych Rezerwy Artylerii we Włodzimierzu Wołyńskim (w 6. baterii). Szkołę ukończył jako tytularny kapral podchorąży rezerwy artylerii, z przydziałem do 27 pułku artylerii lekkiej. Na stopień podporucznika został mianowany ze starszeństwem z dniem 1 stycznia 1935 i 301. lokatą w korpusie oficerów rezerwy artylerii. 
W czasie kampanii wrześniowej 1939 był oficerem ogniowym 1. baterii 28 pułku artylerii lekkiej, a od 5 września dowódcą tejże baterii. Walczył pod Wieluniem, nad Widawką, pod Cyrusową Wolą i w obronie Modlina. Za obronę Fortu nr 2 otrzymał Srebrny Krzyż Orderu Virtuti Militari.
Po kapitulacji twierdzy przebywał w niewoli niemieckiej w Działdowie, skąd jako uczestnik obrony Modlina został zwolniony. W połowie października powrócił do Warszawy, nawiązał kontakt z Władysławem Ludwigiem i poparł jego pomysł utworzenia organizacji wojskowej.
Należał do zbrojnego podziemia niemalże od początku wojny (koniec października 1939).
Uczestnik powstania warszawskiego – dowódca harcerskiego batalionu „Wigry”. Od 18 sierpnia 1944 – kapitan. Ranny podczas walk.
Po powstaniu w niewoli jenieckiej. Do maja 1945 roku przetrzymywany był w kilku niemieckich oflagach. Później znalazł się w Wojsku Polskim we Włoszech i Wielkiej Brytanii. Do Polski powrócił w 1948 roku. Spoczywa na cmentarzu Powązkowskim (kwatera 131-4-24).
Odznaczony Orderem Virtuti Militari i Krzyżem Walecznych.

## Upamiętnienie
- W 1995 roku na budynku przy ul. Podwale 23 odsłonięto tablicę pamiątkową[7].
- Decyzją nr 90/MON Ministra Obrony Narodowej z dnia 30 czerwca 2020, kpt. Eugeniusz Konopacki został patronem Centrum Szkolenia Wojsk Obrony Terytorialnej w Toruniu[8].
- W Żorach działa 27 Obronną Drużyna Starszoharcerska „Wigry”, która od 2021 roku nosi imię Eugeniusza Konopackiego.